# Asociación Mexicana de Productores de Fonogramas y Videogramas
Asociación Mexicana de Productores de Fonogramas y Videogramas (AMPROFON, « Association mexicaine des producteurs de phonogrammes et vidéogrammes ») est une association à but non lucratif de musique au Mexique créée le 3 avril 1963. AMPROFON est membre associé de la Fédération internationale de l'industrie phonographique (IFPI).

## Histoire
Le 3 avril 1963, l'organisation a été fondée à Mexico sous le nom de Asociación de Productores de Discos Fonográficos (AMPRODISC, « Association des producteurs de disques phonographiques »). L'objectif était de créer une association civile pour représenter les droits et les intérêts des producteurs d'enregistrements phonographiques.
Le 26 juillet 1971, le nom a été changé en Asociación Mexicana de Productores de Fonogramas (« Association mexicaine des producteurs de phonogrammes ») et adopte alors son acronyme actuelle, AMPROFON. À la suite du nouveau support des vidéoclips, le nom a été changé dans son nom actuel le 3 mai 1990.